# Necterosoma penicillatum
Necterosoma penicillatum là một loài bọ cánh cứng trong họ Bọ nước. Loài này được Clark miêu tả khoa học năm 1862.